# Wolfram Waibel junior
Wolfram Waibel (* 22. Februar 1970 in Hohenems, Vorarlberg) ist ein ehemaliger österreichischer Sportschütze.

## Leben
Der Hohenemser Sohn von Wolfram Waibel senior betreibt den Schießsport seit 1982. Der Hobby-Kartfahrer zählt mit zwei Olympia- und einer Weltmeisterschaftsmedaille sowie vier Weltrekorden zu den erfolgreichsten Schützen Österreichs. Im Jahr 2004 nahm er in Athen zum vierten Mal an Olympischen Spielen teil.
Von 2005 bis Ende 2012 war er Trainer der Schweizer Elite Gewehr in den olympischen Disziplinen 10 m Luftgewehr und 50 m Kleinkaliber. Seit Jahresmitte 2013 ist der Vorarlberger Landestrainer für Schießsport.
Wolfram Waibel trainiert seine Tochter Sheileen Waibel (* 2001).

## Erfolge
- Luftgewehr:
  - Silbermedaille bei den Olympischen Spielen 1996 in Atlanta
  - Europameister 1996
  - Egalisierung des Weltrekords im Jahr 1995 und 1996
- Kleinkaliber-Dreistellungsmatch:
  - Bronze bei den Olympischen Spielen 1996 in Atlanta
  - 3. Platz bei der WM 1994
- Kleinkaliber liegend
  - Egalisierung des Weltrekords im Jahr 2003 und 2004
- Mannschafts-Europameister 1992, 1998 und 2003